# Matti Sundelin
Matti Sundelin (né le 4 décembre 1934 à Turku en Finlande) est un joueur finlandais de football international, qui jouait au poste d'attaquant.
Il a évolué durant toute sa carrière (entre 1953 et 1962) dans le club de sa ville natale, le TPS. Il détient également le record du nombre de buts marqués en un seul match de championnat : sept.
Il est surtout connu pour avoir fini meilleur buteur du championnat de Finlande lors des saisons 1957 (avec 21 buts), 1959 (avec 21 buts) et 1960 (avec 30 buts).